# Estación Frías
Frías es una estación de ferrocarril de la ciudad de Frías en el departamento Choya, en la provincia de Santiago del Estero, Argentina.

## Servicios
No presta servicios de pasajeros, sólo de cargas. Sus vías corresponden al Ramal CC del Ferrocarril General Belgrano. Sus vías e instalaciones están a cargo de la empresa estatal Trenes Argentinos Cargas.
Se planea darle un aprovechamiento urbanístico y social a los terrenos de la estación por parte de la municipalidad.
Hasta 1993, Frías era una de las estaciones donde paraba el tren "El Norteño" que unía Retiro con Salta y Jujuy, vía Rosario, Córdoba y Tucumán. Era uno de los servicios principales del Ferrocarril Belgrano. Desde entonces no corren trenes de pasajeros, aunque han existido proyectos e iniciativas para restaurar algún servicio local que una Frías con San Miguel de Tucumán.